# Estado Mayor Conjunto de las Fuerzas Armadas (Argentina)
El Estado Mayor Conjunto de las Fuerzas Armadas (EMCFFAA o EMCO) es el órgano responsable de asesorar y asistir al Ministerio de Defensa en estrategia militar, la conducción del accionar militar conjunto y la conducción del instrumento militar en tiempos de paz, entre otras funciones. Se hallan bajo su control operacional los medios y recursos de las Fuerzas Armadas de la Nación (Ejército, Armada y Fuerza Aérea) a través del Comando de Operaciones Conjuntas. Desde 1997 se halla instalado en el Edificio Libertador, Buenos Aires.

## Historia
Bajo denominación Estado Mayor de Coordinación, fue creado por ley del Congreso con fecha 9 de septiembre de 1948 y reglamentación con fecha 24 de enero de 1949, bajo la órbita del Ministerio de Defensa Nacional.
Con modificaciones introducidas por la ley de defensa nacional de 1967, fue denominado en lo sucesivo Estado Mayor Conjunto de las Fuerzas Armadas (EMCFFAA).

### Guerra de las Malvinas
El Estado Mayor Conjunto, conducido por el vicealmirante Leopoldo Suárez del Cerro, asistió al Comité Militar en la conducción de la guerra de las Malvinas.

### Actividad posterior
En 1989 fue creado el Comando Conjunto de Transporte y en 1992 el Comando Conjunto Territorial de Zona Interior. En 2006 el poder ejecutivo reconoció al Estado Mayor Conjunto la conducción del instrumento militar en tiempos de paz, otorgándole superioridad de cargo respecto a los jefes de los Estados Mayores Generales de las Fuerzas Armadas. Así, en 2014 fue creado el Comando Conjunto de Ciberdefensa, en 2017 el Comando Conjunto de Fuerzas de Operaciones Especiales, en 2018 el Comando Conjunto Antártico, en 2023 el Comando Conjunto Aeroespacial y en 2021 el Comando Conjunto Marítimo.
En 1997 abandonó la vieja sede de Avenida Paseo Colón y quedó instalado en el Edificio Libertador, sede del Ministerio de Defensa y el Estado Mayor General del Ejército (EMGE).
En 2020, el Estado Mayor Conjunto llevó a cabo la conducción de la Operación General Manuel Belgrano I y II, en apoyo a la emergencia nacional impuesta por la pandemia de COVID-19 en Argentina, proporcionando la ayuda humanitaria requerida por el Ministerio de Salud.

## Misión
El Estado Mayor Conjunto de las Fuerzas Armadas tiene la misión de asesorar y asistir al Ministerio de Defensa en estrategia militar, dirigir el planeamiento estratégico militar, ejercer la conducción del accionar militar conjunto y la conducción del instrumento militar en tiempos de paz, a través del Comando de Operaciones Conjuntas.
Entre sus objetivos se encuentra la conducción de las operaciones en tiempos de paz, ya sean específicas, conjuntas o combinadas, para lo cual cuenta con el control funcional de las Fuerzas Armadas, también tiene la autoridad para disponer de dichos medios en cumplimiento del planeamiento correspondiente y asimismo la capacidad para formular la doctrina conjunta, diagramar el planeamiento militar conjunto, dirigir el adiestramiento militar conjunto y controlar el planeamiento estratégico operacional y la eficacia del accionar de las Fuerzas Armadas.

## Estructura orgánico funcional del Estado Mayor Conjunto de las Fuerzas Armadas

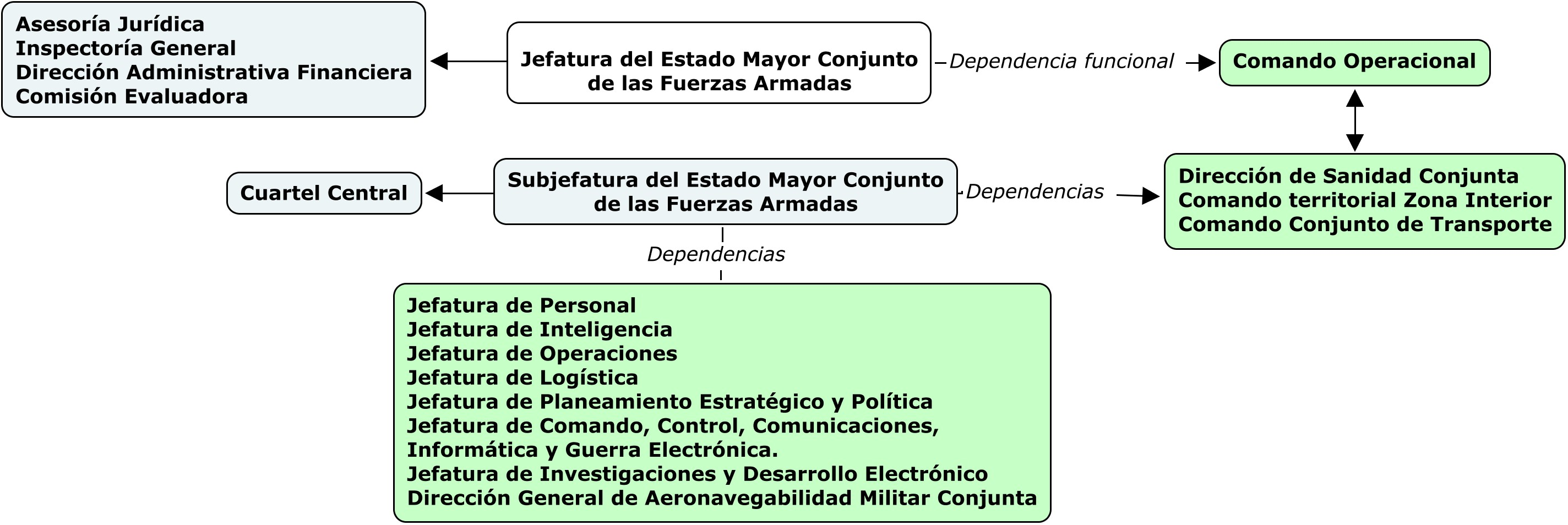
Organigrama del Estado Mayor Conjunto de las Fuerzas Armadas Argentinas que estuvo vigente hasta el 17 de enero de 2019.

El jefe del Estado Mayor Conjunto de las Fuerzas Armadas depende del ministro de Defensa —por delegación del presidente de la Nación, comandante en jefe de las Fuerzas Armadas— y mantiene una relación funcional con los jefes de Estados Mayores Generales de las Fuerzas Armadas a los fines de la acción militar conjunta.
La estructura orgánico funcional del Estado Mayor Conjunto de las Fuerzas Armadas se rige por la resolución n.º 1462/2024 del 23 de diciembre de 2024 del Ministerio de Defensa.
El Estado Mayor Conjunto de las Fuerzas Armadas tiene su asiento en el Edificio Libertador General San Martín del barrio de Monserrat en la Ciudad Autónoma de Buenos Aires.
La estructura primaria del EMCFFAA es la siguiente:
- Jefatura del Estado Mayor Conjunto de las Fuerzas Armadas (JEMCFFAA)
  - Dependencias directas del JEMGE
- Subjefatura del Estado Mayor Conjunto de las Fuerzas Armadas (SUBJEMCFFAA)
  - Dependencias directas del SUBJEMCFFAA
- Comando de Operaciones Conjuntas
  - Dependencias directas del COFFAA

### Elementos bajo dependencia de la Jefatura del Estado Mayor Conjunto de las Fuerzas Armadas
- Secretaría General
- Inspectoría General
- Dirección General de Administración y Finanzas
- Dirección General de Asuntos Jurídicos
- Dirección General de Aeronavegabilidad Militar Conjunta

### Elementos bajo dependencia de la Subjefatura del Estado Mayor Conjunto de las Fuerzas Armadas
- Secretaría de Coordinación
- Dirección General de Administración
  - Subdirección General de Administración
    - Dirección de Sanidad Conjunta
    - Dirección de Habilitaciones Aeronáuticas Militares
    - Cuartel General del EMCFFAA
    - Dirección de Coordinación Administrativa y Personal
- Dirección General de Inteligencia
  - Subdirección General de Inteligencia
    - Departamento Coordinación de Inteligencia
    - Departamento Agregados de Defensa
    - Departamento Medidas de Seguridad de Contrainteligencia
- Dirección General de Planeamiento Estratégico
  - Subdirección General de Planeamiento Estratégico
    - Centro de Estudios Estratégicos
    - Dirección de Planeamiento Estratégico Militar
    - Dirección de Investigación y Desarrollo
- Dirección General de Educación, Adiestramiento y Doctrina
  - Subdirección General de Educación, Adiestramiento y Doctrina
    - Dirección de Educación y Adiestramiento Militar
    - Dirección de Doctrina
    - Instituto de Inteligencia de las Fuerzas Armadas «Sargento Mayor Don José Antonio Álvarez de Condarco» (IIFFAA) (bajo la órbita de la Facultad Militar Conjunta de la UNDEF)
    - Escuela Superior de Guerra Conjunta (ESGC) (bajo la órbita de la Facultad Militar Conjunta de la UNDEF)[12]
    - Instituto de Ciberdefensa de las Fuerzas Armadas (ICFA).
    - Federación Deportiva Militar
- Dirección General de Logística
  - Subdirección General de Logística
    - Dirección de Planeamiento Logístico
    - Dirección de Coordinación Logística
    - Dirección de Gestión de Inversiones
- Dirección General de Comunicaciones e Informática
  - Subdirección General de Comunicaciones e Informática
    - Departamento Planeamiento
    - Departamento Sistemas de Comunicaciones de Defensa
    - Departamento Seguridad de la Información
- Dirección General de Asuntos Internacionales
  - Subdirección General de Asuntos Internacionales
    - Departamento Operaciones Militares de Paz[13]
    - Departamento Asuntos Internacionales
    - Departamento Coordinación

### Elementos bajo dependencia del Comando de Operaciones Conjuntas
- Comando de Operaciones Conjuntas[nota 1]
  - Comando Conjunto Aeroespacial (COCAES)
  - Comando Conjunto de Ciberdefensa (COCOCIBER)
  - Comando Conjunto Marítimo (COCM)[14]
  - Comando Conjunto de Transporte (COTRAC)
  - Comando Conjunto Territorial de la Zona del Interior (COTERIT)
  - Comando Conjunto de Fuerzas de Operaciones Especiales (CCFOE)
  - Comando Conjunto Antártico (COCOANTAR)
  - Comando Conjunto de Protección Civil en Emergencias
  - Fuerza de Paz Conjunta Combinada "Cruz del Sur"
  - Centro Argentino de Entrenamiento Conjunto para Operaciones de Paz (CAECOPAZ) (está bajo dependencia funcional de la Dirección General de Educación, Adiestramiento y Doctrina)[15]

### Dirección de Sanidad Conjunta
- Dirección de Sanidad Conjunta. Asiento: Edificio Libertador (CABA).
  - Laboratorio Farmacéutico Conjunto. Asiento: El Palomar y Caseros (BA).
  - Centro de Salud Mental Conjunto "Veteranos de Malvinas". Asiento: Palermo (CABA).
  - Centro de Salud Mental Conjunta
  - Junta Superior de Reconocimientos Médicos Conjunta

## Despliegue conjunto de efectivos militares
Efectivos militares argentinos integran fuerzas conjuntas desplegadas en la Antártida y en misiones de paz en el extranjero.
Existe también la Compañía de Comunicaciones Conjunta de las Fuerzas Armadas dependiente del Comando de Operaciones Conjuntas y con asiento en Campo de Mayo.

### Operaciones de paz
Desde 1993 Argentina tiene participación en la UNFICYP en Chipre. La Fuerza de Tarea Argentina tiene su asiento en Campo San Martín y en Campo Roca. Existe además una unidad de helicópteros y miembros en el estado mayor de la misión.
En 2020 Argentina tiene además observadores en las operaciones de paz MINURSO (en el Sahara Occidental), UNTSO (en Israel y Siria) y MINUSCA (en la República Centroafricana). En 2018 se inició la UNOMOZ en Mozambique, a cuyo frente se halla un general argentino.
La Fuerza de Paz Binacional Cruz del Sur es una fuerza de paz conjunta y combinada, conformada por militares de Argentina y de Chile, diseñada para ser puesta a disposición de la Organización de Naciones Unidas con el propósito de ser empleada en operaciones de mantenimiento de la paz.

### Antártida
El Comando Conjunto Antártico tiene la misión de conducir las operaciones argentinas en forma permanente y continua en la Antártida y zona de interés. El decreto n.º 368/2018 de 25 de abril de 2018 puso al COCOANTAR bajo dependencia orgánica y operacional permanente del Estado Mayor Conjunto de las Fuerzas Armadas a través del Comando de Operaciones Conjuntas. El decreto estableció que las bases antárticas permanentes, transitorias, los refugios y toda otra instalación tendrán carácter conjunto entre las distintas fuerzas armadas y dependerán orgánicamente del COCOANTAR. Los medios navales y aéreos asignados a cada campaña estarán en una relación de comando control operacional con el COCOANTAR.